# Makura
Makura, auch Makoura oder Emwae genannt, ist eine kleine Insel im Süden der Shepherd-Inseln im südpazifischen Inselstaat Vanuatu. Sie gehört der zentral-gelegenen vanuatuischen Provinz Shefa an.
Makura liegt zwischen den Inseln Émaé im Norden und Mataso im Süden.
Nach der Volkszählung von 2015 hat die Insel 93 Einwohner.